# Carlos Monzón
Carlos Roque Monzón (ur. 7 sierpnia 1942, zm. 8 stycznia 1995) – argentyński zawodowy bokser, jeden z najwybitniejszych w historii pięściarzy wagi średniej. Od 1964 roku był niepokonany w kolejnych 81 walkach. Niekwestionowany mistrz świata w latach 1970-74 i 1976-77, mistrz świata WBA 1970-77, mistrz świata WBC (1970-74, 1976-1977). Zakończył karierę po 14. z rzędu skutecznej obronie tytułu (26 czerwca 1976 przeciwko Rodrigo Valdezowi).
W 1990 roku został wprowadzony do Międzynarodowej Galerii Sław Boksu.